# Parasmittina obstructa
Parasmittina obstructa är en mossdjursart som först beskrevs av Campbell Easter Waters 1889.  Parasmittina obstructa ingår i släktet Parasmittina och familjen Smittinidae. Inga underarter finns listade i Catalogue of Life.